# Ziarna lodowe

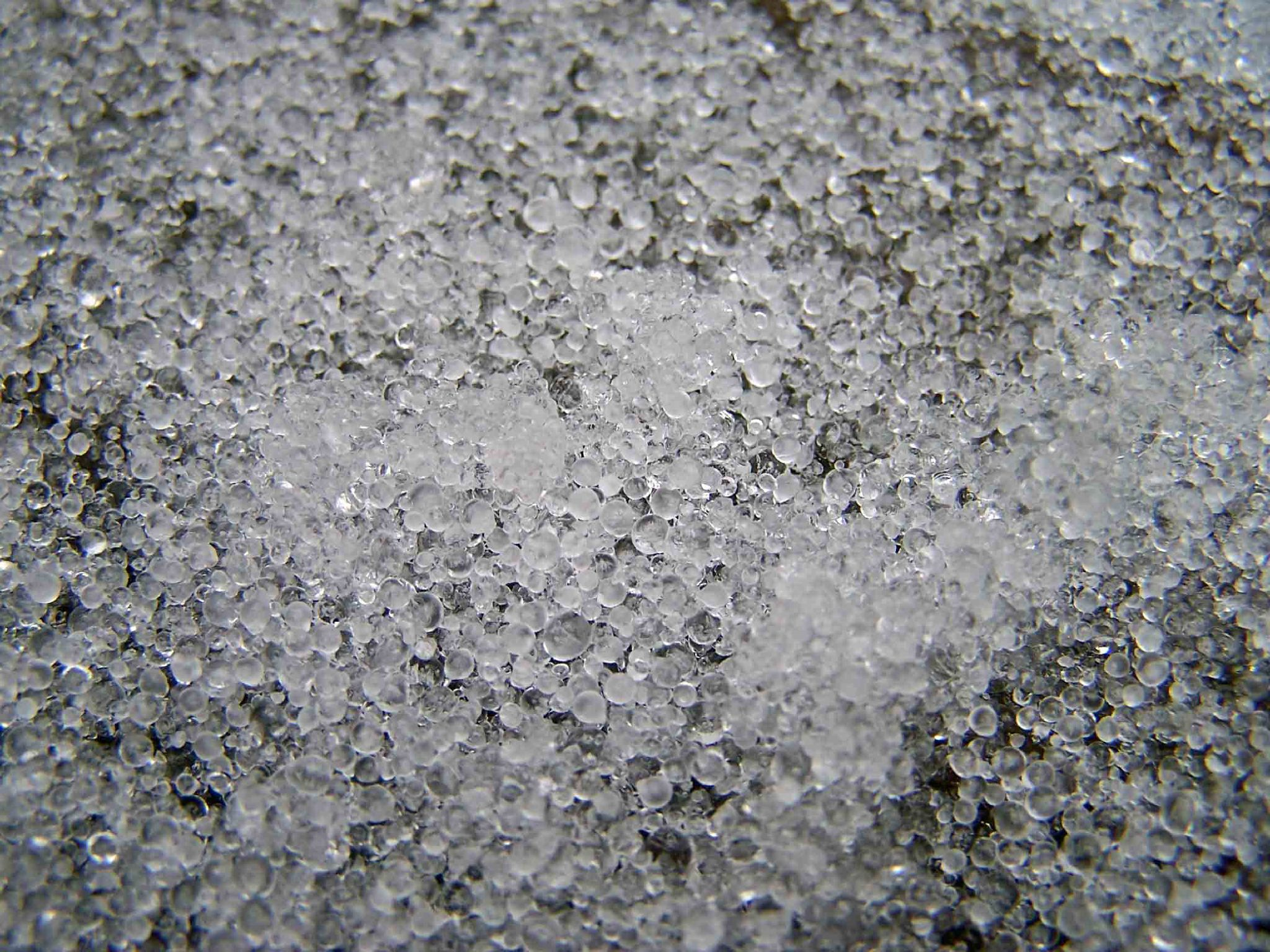
Ziarna lodowe na powierzchni gruntu.

Ziarna lodowe, deszcz lodowy – jeden z hydrometeorów. Opad w postaci przezroczystych ziaren lodu o średnicy 1 — 3 mm. Powstają podczas gwałtownego zamarzania przechłodzonych kropel deszczu w czasie opadania.
symbol przewidziany dla opadu ziaren lodowych